# BahnRadRoute Teuto-Senne
Die BahnRadRoute Teuto-Senne ist ein Radfernweg von Osnabrück nach Paderborn. Der Radweg hat eine Länge von 140 bis 160 km (abhängig von der Wahl alternativer Streckenabschnitte) und führt durch Niedersachsen und Nordrhein-Westfalen. Die BahnRadRouten wurden im Jahr 2024 eingestellt. Eine Befahrung ist über den GPX-Track weiter möglich. Die Routen werden allerdings entschildert.

## Beschreibung
Der Radweg ist als „BahnRadRoute“ konzipiert. Es besteht daher an vielen Orten die Möglichkeit, auf die Bahn umzusteigen und Teilstrecken per Zug zurückzulegen oder die individuelle Radtour an einer Zwischenstation zu beginnen. Die Route verläuft parallel zu den beiden Schienenverbindungen Osnabrück–Bielefeld („Haller Willem“) und Bielefeld–Paderborn („Sennebahn“). Um alle Haltepunkte einzubeziehen, sind teilweise kleinere Umwege notwendig.
Der Personennahverkehr wird auf beiden Bahnstrecken von der „NordWestBahn“ mit Talent-Dieseltriebwagen durchgeführt. Die Züge haben nur begrenzt Stellplätze für Fahrräder, besonders für größere Gruppen wird daher eine Voranmeldung empfohlen.
Die Route beginnt in der historischen Altstadt von Osnabrück ⊙.

Folgende Gemeinden liegen an der Strecke:
- Alternative 1: Hasbergen ⊙, Hagen am Teutoburger Wald ⊙, Bad Iburg ⊙
- Alternative 2: Georgsmarienhütte ⊙

Hilter ⊙, Bad Rothenfelde ⊙, Versmold-Bockhorst,
- Alternative 3: Borgholzhausen ⊙

Halle (Westf.) ⊙ Wasserschloss Tatenhausen, Steinhagen ⊙
- Alternative 4: Bielefeld ⊙

Verl-Sende, Schloß Holte ⊙, Hövelhof ⊙, Paderborn-Schloß Neuhaus ⊙, Paderborn ⊙.
Abgesehen von der Durchquerung des Teutoburger Waldes zwischen Hagen und Bad Iburg verläuft die Strecke meistens auf ebenen Wegen. Die Alternativroute über Georgsmarienhütte ist leichter zu befahren. Die Senne südlich von Bielefeld bietet Heidelandschaften (u. a. die Moosheide) und mehrere Naturschutzgebiete. Abstecher können zur Ems-Quelle oder zum Truppenübungsplatz Senne führen. Den Abschluss der Route bilden das prächtige Schloss Neuhaus mit Barockgarten sowie der Dom und das Museum in der Kaiserpfalz in Paderborn.